# Bellerofonte (Euripide)
Bellerofonte (Βελλεροφῶν) è una tragedia in gran parte perduta (restano 90 versi) scritta dal tragediografo Euripide. L'opera tratta del mito del guerriero Bellerofonte, già trattato nella Stenebea, riprendendo, questa volta, un altro brevissimo accenno omerico sulla caduta dell'eroe e la sua disperazione.

## Trama
Bellerofonte, caduto in disgrazia, vive nella pianura di Aleia con il figlio Glauco: vestito di stracci, riflettendo sui rovesci della fortuna che lo hanno colpito, arriva a mettere in dubbio l'esistenza degli dei, che sembrano non fare nulla contro le ingiustizie del mondo.
L'eroe decide, allora, in un ultimo slancio eroico, di saltare in groppa al cavallo alato Pegaso e volare verso l'Olimpo per dare risposta alle sue domande.
Questo empio tentativo, però, si conclude con la caduta e Bellerofonte, ricondotto in scena ormai zoppo, si pente della sua azione di sfida e spira.